# サリーン・S1
サリーン・S1（Saleen S1）は、Saleen 1とも呼ばれる、アメリカの自動車メーカーのサリーンによって開発された2人乗りのスポーツカーである。
2017年のロサンゼルスモーターショーで発表され、S7が2009年に生産終了して以来、初のサリーンが独自に開発した車両となる。発表価格は100,000米ドル（約1200万円）。

## 仕様
S1はサリーン独自開発の2.5Lターボチャージャー付き直列4気筒4エンジンを搭載している。88.0 mmのボア（内径）と100.8 mmのストローク（行程）で、450 hp (336 kW) の出力と350 lbft (475 Nm) のトルクを発揮する。エンジンは後部中央に縦置きされており、後輪を駆動する。
トランスミッションは6速マニュアルトランスミッションが標準装備されるが、パドルシフト付きのオートマチックトランスミッションもオプションで設定されている。
サスペンションは前後ともにダブルウィッシュボーン式サスペンションを採用。
ホイールは前後ともに20インチのアルミホイールを装着。タイヤはフロント255/30 ZR20、リア335/25 ZR20のコンチネンタルタイヤを装着する。ブレーキキャリパーとローターはフロントリアともに15インチ。
内装の大部分がレザー、スエード、アルカンターラで仕上げられている。また、シリウスラジオ、Apple CarPlay、6スピーカーサウンドシステムなどが搭載されている。
最高速度は290 km/h、0-97 km/h加速時間が3.5秒、1/4マイルが11.3秒と公表されている。パワーウェイトレシオは0.28 kW/kg (0.17 hp/lb)。

## バリエーション

### S1カップカー
S1カップカーは、2019年に米国で行われたサリーンカップへ参戦するために作られたサーキット専用車両である。S1カップカーは車両重量が約2500ポンド（約1130 kg）へと軽量化されている。エンジンは2.2Lターボチャージャー付き4気筒エンジンで、最高出力450 hp、最大トルク460 lbftを発揮する。2021年には、SROの承認を得てSRO GTアメリカシリーズへと参戦した。

### S1 GT4コンセプト
S1 GT4コンセプト[1]は、サリーンがGT4規定でレースに参戦するために製造されるS1 GT4のコンセプトモデルである。2019年10月17日にラスベガスで発表された。S1カップカーがベースになっており、エンジンはカップカーと同じ2.2Lターボチャージャー付き4気筒エンジンを搭載している。カップカーからの主な変更点として、フロントスプリッターやフェンダーのエアロダイナミクスが変更されている。このほかGT4規定に準拠したリアウイング、リアディフューザーへと変更されている。また、ABSもGT4向けにアップグレードされた。S1 GT4は22万5000ドル（約2440万円）で販売される。

## レース

### サリーンカップ
サリーンカップはS1の性能を実証するために、2019年にSROモータースポーツグループと提携して開始された。同年、レース参戦用車両としてS1カップカーが発表された。カップカーにはレース仕様のエアロダイナミクス、FIA標準の安全装備、スリックレーシングタイヤが装備されている。サリーンカップは全米4つのトラックで行われる8つのレースで構成されている。2020年度のサリーンカップは開幕前の週末に中止が発表された。

### GT4
サリーンは2020年のGT4ホモロゲーションに適合するため、S1カップカーをベースにしてS1 GT4を制作した。サリーンはファクトリーレーシングチームを結成し、2019年夏のサリーンカップの勝者から少なくとも1人のドライバーをメンバーとして招待するとした。

## 参照
- サリーンの新型レーシングカー、S1 GT4コンセプトが発表。